# Manuel da Fonseca de Lima e Silva
Manuel da Fonseca de Lima e Silva, primeiro e único barão de Suruí (Rio de Janeiro, 10 de junho de 1793 — Rio de Janeiro, 1 de abril de 1869) foi um militar e político brasileiro.

## Vida
Filho do marechal José Joaquim de Lima e Silva e de Joana Maria da Fonseca Costa, irmão do visconde de Magé e tio do duque de Caxias, casou com Carlota Guilhermina de Lima e Silva, irmã do duque de Caxias.
Sentou praça em 1806, entrou para a Academia Militar em 1811. Capitão, combateu a Revolução Pernambucana de 1817 e a Guerra da Independência, na Bahia, em 1822. Depois partiu para a Guerra da Cisplatina.
Nomeado ministro da Guerra em 1831. Em 1836 ocupou novamente esta pasta e a da Marinha, interinamente. Foi ministro e secretário de estado dos Negócios do Império de 1 de novembro de 1836 a 18 de março de 1837.
Foi deputado provincial no Rio de Janeiro e presidente da província de São Paulo, de 1844 a 1847, além de governador das armas.
Agraciado com a grã-cruz da Imperial Ordem de São Bento de Avis, foi também oficial da Imperial Ordem do Cruzeiro e cavaleiro da Imperial Ordem da Rosa.
As armas do barão de Suruí, figuram as armas das famílias Silva, Coutinho, Lima, Brandão, Soromenho e Ferreira.